# بیمنس
بیمنس دهستانی در استان آستوریاس اسپانیا است.
در این دهستان ۲٬۰۷۱ نفر زندگی می‌کنند. مساحت این دهستان ۳۲٫۶۹ کیلومتر مربع است.